# پیوس سوم
پاپ پیوس سوم (به انگلیسی: Pius III) (تولد: ۲۹ مه ۱۴۳۹ - درگذشت :۱۸ اکتبر ۱۵۰۳)یکی از پاپ‌های کلیسای کاتولیک رم بود که در توسکانی به دنیا آمد و از ۱۵۰۳ تا ۱۵۰۳ میلادی پاپ بود.